# Alessandro Renica
Alessandro Renica (Anneville-sur-Mer, 15 settembre 1962) è un ex calciatore e allenatore di calcio italiano, di ruolo difensore.

## Carriera

### Giocatore
Nato occasionalmente in Francia da genitori italiani emigranti, rientra in Italia, a Verona, all'età di tre anni insieme a suo fratello Loris Renica che diventerà poi allenatore del Verona Rugby U14 nella stagione 2020/21. Inizia la carriera di calciatore nel Golosine di Verona. A 13 anni entra nel settore giovanile del L.R. Vicenza dopo essere stato seguito da molte società professionistiche, fra cui il Verona. Con i biancorossi giocherà tre stagioni con la prima squadra chiudendo con 16 apparizioni.
Nella stagione 1982-1983 viene acquistato dalla rampante Sampdoria di Paolo Mantovani. Con la squadra ligure, neopromossa in Serie A, metterà a segno la sua prima rete da professionista proprio contro il Verona, il 15 gennaio 1983. Diventerà titolare fisso nell'annata successiva, 1983-1984. Nella stagione 1984-1985 arriva come allenatore Eugenio Bersellini che utilizza Renica come terzino, ruolo a lui non gradito, preferendogli come libero Luca Pellegrini, motivo che lo spingerà quindi a chiedere la cessione nonostante la vittoria in Coppa Italia.

Renica al Verona nei primi anni 1990

Passato quindi al Napoli del dirigente Italo Allodi, diviene subito titolare fisso. Nell'annata del primo Scudetto partenopeo, 1986-1987, colleziona 29 partite segnando anche una rete; si rende inoltre protagonista nella finale di Coppa Italia contro l'Atalanta, segnando, con un potente tiro da trenta metri, il primo dei tre gol che consegneranno la coppa al Napoli. Nel 1989 vince in maglia azzurra la Coppa UEFA, segnando nei quarti di finale la rete della vittoria sulla Juventus poco prima dello scadere del secondo tempo supplementare, gol che vale la qualificazione.
Nel 1989-1990 s'infortuna segnando una rete alla Fiorentina, disputando così poche partite e partecipando da comprimario alla vittoria del secondo Scudetto napoletano. Il giocatore non si riprenderà più del tutto e dopo il campionato 1990-1991 terminerà la sua esperienza in azzurro, venendo ceduto al Verona dove giocherà per altre due stagioni prima di ritirarsi.

### Allenatore
Renica inizia la carriera da allenatore durante la stagione 1997-1998, subentrando a Maurizio Testi alla guida del Caldiero, nel campionato veneto di Eccellenza, guidando i gialloverdi anche l'annata successiva 1998-1999 nel campionato di Promozione.
Nella stagione 1999-2000 arriva la sua prima chiamata sulla panchina del Chioggia Sottomarina, mentre nell'annata 2001-2002 guida la squadra Primavera del Vicenza. Nel campionato 2003-2004 è ancora sulla panchina del Chioggia Sottomarina, dove rimane fino al 18 marzo 2004. Ritorna per la terza volta a Chioggia nel marzo del 2009, dimettendosi il 14 marzo 2010 e venendo sostituito da Andrea Manzo.
All'inizio della stagione 2011-2012 subentra a Claudio Clementi alla guida tecnica del Trissino, società di Eccellenza, portandola per la prima volta in Serie D. Nel gennaio 2013 ritorna a Trissino per guidare la neonata formazione del Trissino-Valdagno, nella massima serie dilettantistica, a seguito delle dimissioni di Antonino Praticò; nel novembre dello stesso anno lascia la panchina della società veneta.
Nell'ottobre 2016 viene chiamato sulla panchina del Sona, società veronese che guida nel campionato di Promozione fino alle sopraggiunte dimissioni rassegnate nel gennaio 2017. A novembre dello stesso anno viene scelto come nuovo tecnico della Grumellese, compagine bergamasca militante in Serie D e che si trova ultima in classifica; il successivo 12 dicembre, nonostante una bella vittoria sulla capolista Darfo Boario, viene esonerato.

## Palmarès

### Giocatore

#### Competizioni nazionali
- Coppa Italia Serie C: 1

Lanerossi Vicenza: 1981-1982
- Coppa Italia: 2

Sampdoria: 1984-1985
Napoli: 1986-1987
- Campionato italiano: 2

Napoli: 1986-1987, 1989-1990
- Supercoppa italiana: 1

Napoli: 1990

#### Competizioni internazionali
- Coppa UEFA: 1

Napoli: 1988-1989